# 湯浅五郎兵衛
湯浅 五郎兵衛（ゆあさ ごろべえ、天保6年〈1835年〉? - 明治42年〈1909年〉）は、幕末の勤皇派志士。丹波国園部藩の郷士。左右司とも称し、後に征一郎（せいいちろう）へと改めた。諱は宗成。贈従五位。

## 出自
湯浅氏は丹波国船井郡上木住村（現在の京都府南丹市）の郷士。元は紀伊国有田郡湯浅荘を本拠とする一族で、明徳4年（1393年）に丹波国世木荘を与えられ、この地に移住した。応仁元年（1467年）に当主・湯浅宗武が戦死すると、主君・細川勝元の養子・細川勝之は宗武の妹を娶り、2人の間に生まれた子・宗正が湯浅家を継いだという。宗正の跡は宗貞が継ぎ、その後、宗貞の妹と細川藤孝の子・宗清が跡を継ぐ。宗清は江戸時代、園部藩の下で別格上席郷士となった。細川藤孝の孫で熊本藩の初代藩主・細川忠利は宗清の甥に当たる。また、湯浅氏の当主は、宗貞以来代々五郎兵衛（五郎兵衛尉）を名乗っている。

## 生涯
幕末、尊王攘夷論が盛んになると、五郎兵衛は各地でそれを説き、同志を求めた。
安政4年（1857年）、熊本藩士・松田重助が五郎兵衛のもとを訪れる。重助は嘉永6年（1853年）に黒船来航を聞き江戸に出た際、藩祖の末裔である湯浅五郎兵衛を大将に立て兵を集めて、勤皇の先駆けになると仲間に発言していた。
五郎兵衛と重助はしばらく行動を共にしたが、安政5年（1858年）中頃、重助に対する幕府などからの捜索が厳しくなったため、重助に五郎兵衛の弟・湯浅権之助と名乗らせ河内国富田林へと逃れさせた。重助はその地で同志を募っており、五郎兵衛もしばしば富田林を訪れている。また、この頃のものか、重助が藤本鉄石へ五郎兵衛を紹介する書状が残っている。
文久2年（1862年）4月上旬、薩摩・長州・土佐の3藩による上京の計画があり、それに賛同する熊本藩の長岡内膳らから、使者として松田重助が五郎兵衛のもとに送られてきた。五郎兵衛に伝えられた内容は、湯浅家は熊本藩主の細川家と因縁があり藩主と同じ定紋を使っていることから、熊本藩から内密に送られた兵を率いて五郎兵衛が挙兵するというものだった。この計画は、長州藩の久坂玄瑞・来原良蔵からの知らせを受けて行われる手はずだったが延期となる。5月上旬、園部藩主・小出英尚よりこの件について糾問を受けて五郎兵衛は捕縛され、9月下旬、藩主・英尚の昇級に伴う特赦という理由で釈放された。背景には長州藩から熊本藩へ、熊本藩から小出家へ照会があったといい、そのために死罪を免れたという。
五郎兵衛はその後も京都に上り、同志集めに奔走するなどしている。その最中の文久3年（1863年）5月、五郎兵衛の次男・章が同志・古高俊太郎の養嗣子となっている。俊太郎は、湯浅氏の分家で福岡藩の御用商人である湯浅喜右衛門の養子となり、その家督を継いでいた。
同年6月下旬、自宅にやってきた吉村虎太郎・宮部五郎より大和における挙兵の計画を聞きそれに賛同するが、五郎兵衛が参陣する前の8月、大和の義兵は散り散りとなった（天誅組の変）。五郎兵衛は上京して諸藩の有志と会い京都・大阪間を奔走したが、長州藩が藩邸を引き払ったことに失望して、9月上旬に一時帰宅した。その際、園部藩により再び捕縛された。この時の糾問は詭弁により免れたといい、5日で無事釈放された。
元治元年（1864年）6月5日、古高俊太郎が新選組に捕らえられ、池田屋事件が起きる。京都でこれを知った五郎兵衛は自身も会津藩の捕吏に追われたため、潜伏先を変えながら逃亡した。途中、追手に槍で突かれるなどして負傷している。また五郎兵衛の妻子は園部藩に捕縛されていた。
こうした中でも五郎兵衛は活動を続け、慶応元年（1865年）12月から翌慶応2年（1866年）1月にかけて薩長土の和議締結（薩長同盟）に関わるなどしている。
慶応3年（1867年）10月、会津藩及び園部藩からの嫌疑が解かれたが、園部藩主からは蟄居・他行差留めを命じられ、翌11月、当時の潜伏先である鷲尾隆聚邸から自宅へと戻った。慶応4年（明治元年、1868年）3月には蟄居・他行止めも免除された。
同年9月、熊本藩より外交用掛就任への誘いがあり、それを受ける。翌明治2年（1869年）2月、岩倉具視付属となる。同年6月、桂御所奥警衛役となるが、同所が10月に引き払われたため解任。明治4年（1871年）7月、熊本藩邸の引き払いに伴って外交用掛も解かれ、9月に故郷に戻った。以後、隠棲したという。
明治42年（1909年）、死去。享年75、または76。大正4年（1920年）11月、従五位を追贈された。